# Robin Hood (Macfarren)
Robin Hood  is een Engelse opera in drie akten, muziek van  George Alexander Macfarren en libretto van John Oxenford. De opera ging op 11 oktober 1860 in première in het Her Majesty's Theatre, in Londen.

## Verhaal

### Akte I

#### De hoofdstraat vanNottingham
In de drukke straat werken wapensmeden in hun smederij met vrouwen die garen spinnen terwijl er een beetje geflirt wordt tussen Allan en Alice. Robin Hood verschijnt al snel, vermomd onder de naam Locksley, en ontmoet Marian, de dochter van de sheriff. Hun intieme gesprek wordt afgeluisterd door de sheriff die Locksley als schoonzoon accepteert als hij zijn schietvaardigheid op de kermis van morgen bewijst. De sheriff vaardigt een proclamatie uit en biedt een beloning voor de gevangenneming van Robin Hood, niet wetende dat hij aanwezig is als de yeoman, Locksley. De Sompnour komt binnen om de sheriff om bescherming te vragen door het bos terwijl hij de contributie draagt die voor de abdij is geïnd van de boeren. Allan, die zijn belastingen niet kan betalen, wordt door de sheriff tot de voorraden veroordeeld, ondanks protesten van de stedelingen. Locksley stapt naar voren om Allans contributie voor zijn vrijlating te betalen. Als de zon ondergaat, vertrekken de Sompnour en de sheriff naar het kasteel. Locksley en Marian verklaren hun genegenheid voordat ze vertrekken.

### Akte II

#### Scène 1: De Trysting-boom in het Greenwood
Diep in het Sherwood-woud, bij de boom in maanlicht, ontspannen de Merrie Men na hun zwoegen, terwijl een dik hert wordt geroosterd. Robin lijkt Little John te vertellen over de verwachte reis van de Sompnour door het bos. Ze bereiden zich voor om hem in de val te lokken: de bandieten verbergen zich terwijl Robin, John en Much, de molenaarszoon, zich vermommen als herders en voor het vuur zorgen. De Sompnour verschijnt en zegt tegen zijn bewakers dat ze de herders moeten arresteren voor het stelen van het wildbraad van de koning. Met aangetaste nederigheid smeken ze om genade. Wanneer dit streng wordt geweigerd werpt Robin zijn vermomming af en blaast op zijn toeter. De mannen van de sheriff vluchten en laten de Sompnour achter om gevangen te worden genomen. Veel stelt voor om hem op te hangen, maar de barmhartige Robin nodigt de Sompnour uit voor het avondeten. Toch moet hij er royaal voor betalen. Om aan de ophanging te ontsnappen, moet hij dansen voor het amusement van de bandieten.

#### Scène 2: Marian's prieel
Marian kijkt naar de dageraad en smeekt de hemel om de schietvaardigheid van haar minnaar te helpen en de goedkeuring van haar vader te krijgen. De sheriff verschijnt en geeft aanmoediging. Veel onthult de sheriff dat Robin Hood op de kermis zal zijn en om de beloning vraagt, maar de Sompnour herkent hem uit het bos en hij wordt weggevoerd. Onder het mom van een monnik belooft de Sompnour Robin te vinden en de beloning zelf op te eisen. De sheriff stemt hiermee in.

#### Scène 3: De kermis buiten Nottingham
We ontdekken een toneel van sport, dans en spel. Robin, als Locksley, herkent de Sompnour en zegt tegen Allan dat hij van hem af moet. Na een dansje laat Allan de Sompnour blinddoeken om een spelletje ‘Hoodman Blind’ te spelen. De boogschietwedstrijd begint en Locksley bewijst zijn vaardigheid, waardoor hij Marian's hand kan claimen. De Sompnour keert terug, herkent Locksley en hekelt hem als de beruchte Robin Hood. Te midden van onrust wordt Robin gegrepen door de mannen van de sheriff en weggevoerd.

### Akte III

#### Scène 1: De kasteeltuin
Allan en Alice betreuren de executie van Robin, die de volgende dag zal plaatsvinden. Alice informeert de sheriff dat Marian uit haar appartement is ontsnapt. De Sompnour arriveert om zijn beloning op te eisen, maar krijgt eerst te horen dat hij naar de koning moet gaan voor een bevel voor de executie van Robin Hood.

#### Scène 2: The Greenwood om 12.00 uur
Marian verschijnt, gekleed als een jongen, om de bandieten te vertellen dat Robin moet worden geëxecuteerd. Ze leidt hen naar het kasteel.

#### Scène 3: Gevangeniscel
In afzondering wacht een radeloze Robin zijn lot af. Dan hoort hij Marian met zijn Merrie Men buiten zingen. Dit hernieuwt zijn hoop.

#### Scène 4: De binnenplaats van het kasteel
Robin wordt uit het kasteel gehaald en krijgt de tijd om zijn zonden te bekennen. Met zijn arm vrij blaast hij op zijn hoorn om zijn trouwe volgelingen te waarschuwen. Ze verschijnen, geleid door Marian, om hem vrij te laten, maar worden overmeesterd. Het document waarvan wordt aangenomen dat het het doodvonnis is, is echter in feite een gratie, gegeven met dien verstande dat ze in dienst treden van de koning. De sheriff stemt opnieuw in met de verbintenis van Robin en Marian, waarover algemeen gejuich bestaat.

## Opnamen
- 2010: Nicky Spence (Robin Hood/Locksley), Kay Jordan (Marian), George Hulbert (Sceriff), Louis Hurst (Sompnour); John Powell Singers, Victorian Opera Chorus and Orchestra, Ronald Corp (Naxos)